# Vicente Martínez
Vicente Martínez López (ur. 2 listopada 1946) – meksykański zapaśnik walczący w stylu wolnym. Olimpijczyk z Monachium 1972, gdzie odpadł w eliminacjach w wadze do 62 kg.
Szósty na igrzyskach panamerykańskich w 1971 i wicemistrz igrzysk Ameryki Środkowej i Karaibów w 1970 roku.

## Letnie Igrzyska Olimpijskie 1972
| Konkurencja               | Walki                     | Walki                        | Klas. końcowa |
| Konkurencja               | Pierwsza runda            | Druga runda                  | Miejsce       |
| ------------------------- | ------------------------- | ---------------------------- | ------------- |
| styl wolny, waga piórkowa | Théodule Toulotte (FRA) P | Panajotis Kutsupakis (GRE) P | druga runda   |